# 도마고이 드로주제크
도마고이 드로주제크(크로아티아어: Domagoj Drožđek, 1996년 3월 20일 ~ )는 크로아티아의 축구 선수이다. 포지션은 공격수이다. 현재 K리그2의 부산 아이파크 소속이다. K리그 등록명은 드로젝이다.